# Pointe des Espagnols
Pointe des Espagnols (Bretons: Beg ar Spagnoled) is het noordoostelijkste punt van het schiereiland van Roscanvel, dat weer onderdeel is van het schiereiland van Crozon, in het Franse departement Finistère in Bretagne. Het schiereiland sluit de rede van Brest af van de Atlantische Oceaan. Het markeert ook de zuidoostelijke limiet van de Goulet de Brest. 
De Pointe des Espagnols wordt gevormd door een klif van meer dan 60 meter hoog, waarvan de top en de basis overblijfselen zijn van vestingwerken en barakken. Het punt bereikt het noordoosten via de Rocher de la Cormorandière, gemarkeerd door een paal. In het rechte kanaal tussen de punt en de Rocher staan sterke stromingen die de rede beïnvloeden.
Deze strategische ligging, tegenover Brest, werd al opgemerkt door het Hertogdom Bretagne, dat er in 1387 een fort plaatste (nu verloren). In 1594 landden hier Spanjaarden die pas na verschillende gevechten werden verdreven. In deze periode kreeg de kaap voor het eerst zijn huidige naam.

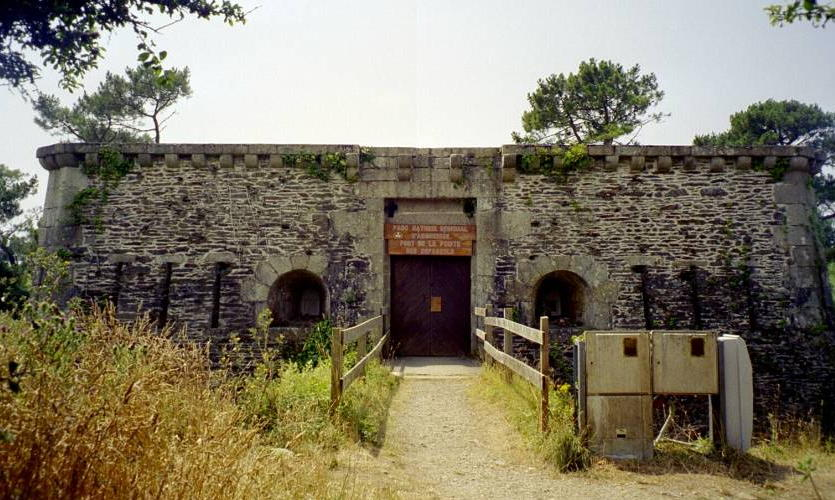
Fort des Espagnols